# Ait Sidi Amar Ichelladhen
Ait Sidi Amar est un village de Kabylie situé dans la commune Icelladen Chellata, daira de Aqbu (Akbou) Wilaya de Béjaïa, Algérie. Ce village est situé à 12 km de la ville d'Akbou et de 77 km de la willaya de Bejaia.
Situé à 800 m d'altitude, il est entouré de paysages composés de forêts de chêne et de champs d'oliviers, ainsi que de différents arbres fruités et de rivières.